# Barloworld
A Barloworld (UCI csapatkód: BAR) egy brit profi kerékpárcsapat volt 2003 és 2009 között.

## Csapattagok
| John-Lee Augustyn Francesco Bellotti Diego Caccia Patrick Calcagni Félix Rafael Cárdenas Ravalo Gianpaolo Cheula Baden Cooke Marco Corti Stephen Cummings Moisès Dueñas Nevado | Chris Froome Enrico Gasparotto Robert Hunter Daryl Impey Paolo Longo Borghini Hugo Rafael Madeira Sabido Christian Pfannberger Carlo Scognamiglio Mauricio Soler Geraint Thomas |